# Vittore Gambello
Vittore Gambello (Venezia, 1460 – 1537) è stato uno scultore e medaglista italiano.
Gambello inizialmente studiò il disegno sotto Giovanni Bellini.
Iniziò ad acquisire fama con la creazione di medaglie. Gambello ebbe il titolo di "Maestro della Stampe" alla zecca di Venezia in 1484.
Invece di usare la tecnica consolidata di fondere le medaglie nella sabbia o usando quella della cera a perdere, perfezionò un metodo per coniare le medaglie con un notevole rilievo, simile a quella usata per coniare monete. Di conseguenza si ebbe una migliore definizione dei dettagli e la possibilità di una produzione più ampia.